# Площадь Маген Давид
Площадь Маген Давид (ивр. כיכר מגן-דוד‎כיכר מגן-דוד, Кикар Маген-Давид, «Площадь звезды Давида») — городская площадь, расположенная в самом сердце старого Тель-Авива на пересечении улиц Кинг-Джордж, Шейнкина, Кармель (где находится рынок Кармель), а также улиц Нахалат-Биньямин и Алленби. Площадь находится в северо-восточной части района Керем Хатейманим.
Площадь названа так из-за того, что на ней сходятся шесть улиц, как бы образующих шестиконечную звезду (звезду Давида), изображенную на флаге Израиля. Улицу Аленби, продолжающуюся в обе стороны, считают двумя лучами этой звезды.
Площадь застроена в 1930-е годы по большей части домами стиля Баухаус. Из-за пересечения нескольких улиц, на которых находятся множество ресторанов, кафе и магазинов, а также из-за того, что на площадь выходит рынок Кармель, площадь Маген Давид является одним из многолюдных уголков города, популярных, как у местных жителей, так и у туристов.
В 1962 году на площади были сооружены подземные пешеходные переходы, но в конце 2004 года подземные переходы были закрыты, поскольку они содержались в антисанитарном состоянии и были облюбованы бездомными. Под землей остались только отремонтированные туалеты. Были возобновлены наземные пешеходные переходы, по которым можно перейти улицу Аленби. В 2005 году площадь была модернизирована, а улица Нахалат-Биньямин стала пешеходной.